# 자웅동체

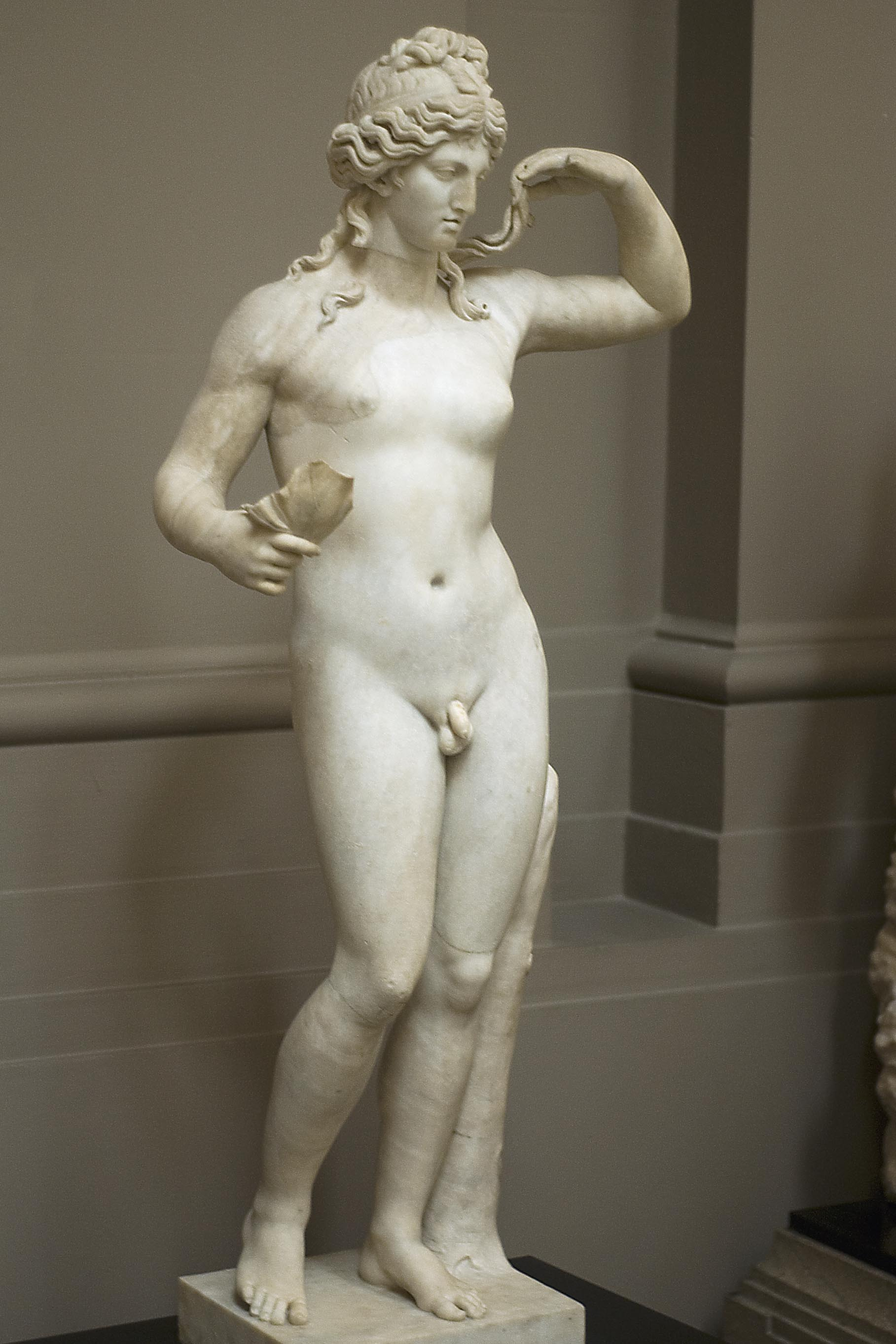
헤르마프로디토스 조각상

남녀한몸(hermaphrodite, 암수한몸, 남녀중간몸) 또는 자웅동체(雌雄同體)는 생물이 남성과 여성의 생식기를 모두 가지는 것을 말한다.
雌(자)가 암컷, 雄(웅)이 수컷이다.
많은 종에서 자웅동체는 생활주기의 상당 부분을 차지한다. 자웅동체는 일반적으로 무척추동물에게서 일어난다.
암컷이 수컷이 되거나, 수컷이 암컷이 되는 것은, 자웅이숙이라고 한다.

## 같이 보기
- 남녀추니
- 이형인
- 자웅모자이크
- 간성 (성)
- 참남녀한몸증
- 거짓남녀중간몸증
- 자웅이숙